# Мёллер-Иверсен, Ронни
Ронни Мёллер-Иверсен (дат. Ronni Møller-Iversen; род. 17 июля 1994, Виборг, Дания) — датский футболист, нападающий клуба «Хёйслев».

## Карьера
Ронни начинал карьеру в скромных клубах «Сёндермаркен» и «Хёйслев», откуда позднее пробился в юношескую команду главного городского клуба — «Виборга». В 2013 году он дебютировал во взрослом футболе в составе «Рингкёбинга» во втором дивизионе Дании. Нападающий играл за этот клуб на протяжении 2 сезонов, а затем перешёл в «Тистед». В сезоне 2016/17 Ронни провёл 17 матчей и забил 1 мяч. Его клуб выиграл второй дивизион, и в первой половине сезона 2017/18 игрок принял участие в 17 матчах первого дивизиона страны.
В 2018 году нападающий отправился на Фарерские острова, присоединившись к клаксвуйкскому «КИ», с которым подписал контракт на 1 сезон. Ронни дебютировал за «КИ» 11 марта в матче фарерской премьер-лиги против столичного «ХБ», отметившись голевой передачей и жёлтой карточкой. 29 апреля он забил первый гол на турнире, поразив ворота «Б36». 28 июня нападающий впервые сыграл в еврокубках, отыграв встречу первого раунда квалификации Лиги Европы с мальтийской «Биркиркарой». 19 июля он сравнял счёт в поединке второго раунда против «Жальгириса». Всего в сезоне-2018 Ронни провёл 19 игр и забил 2 гола на фарерском первенстве, а также отметился 1 забитым мячом в 4 еврокубковых встречах.
Игрок не стал продлевать контракт с клаксвуйчанами из-за малого игрового времени и перебрался в «Скоалу». В стане скоальчан форвард провёл 50 матчей в высшей фарерской лиге за 2 года, отметившись 10 забитыми голами. В 2021 году Ронни стал игроком «ЭБ/Стреймур», став частью масштабной трансферной кампании «чёрно-синих». Он принял участие во всех 27 играх чемпионата Фарерских островов, отличившись голами 4 раза. Сезон-2022 нападающий провёл в «07 Вестур». Этот клуб стал последним фарерским в карьере игрока: он забил 4 мяча в 24 встречах первенства архипелага и вернулся на континентальную Данию.
Зимой 2023 года Ронни оформил возвращение в «Хёйслев», в котором воспитывался в юности. Причинами для возвращения в клуб, выступающий в Датской Серии стали хронические проблемы с коленом, желание быть ближе к семье и стремление постичь тренерское ремесло.

## Достижения
«Тистед»
- Победитель второго дивизиона (1): 2016/17